# Ostróg (miasto)
Ostróg (ukr. Острог, Ostroh) – miasto na Ukrainie, w obwodzie rówieńskim, w rejonie rówieńskim. Do 1945 w Polsce, w województwie wołyńskim, w powiecie zdołbunowskim, położone nad Horyniem, u ujścia Wilii.
Ostróg był gniazdem rodowym książąt Ostrogskich. Prywatne miasto szlacheckie położone było w XVI wieku w województwie wołyńskim. Miejsce pierwszych wręczeń Orderu Virtuti Militari.

## Położenie

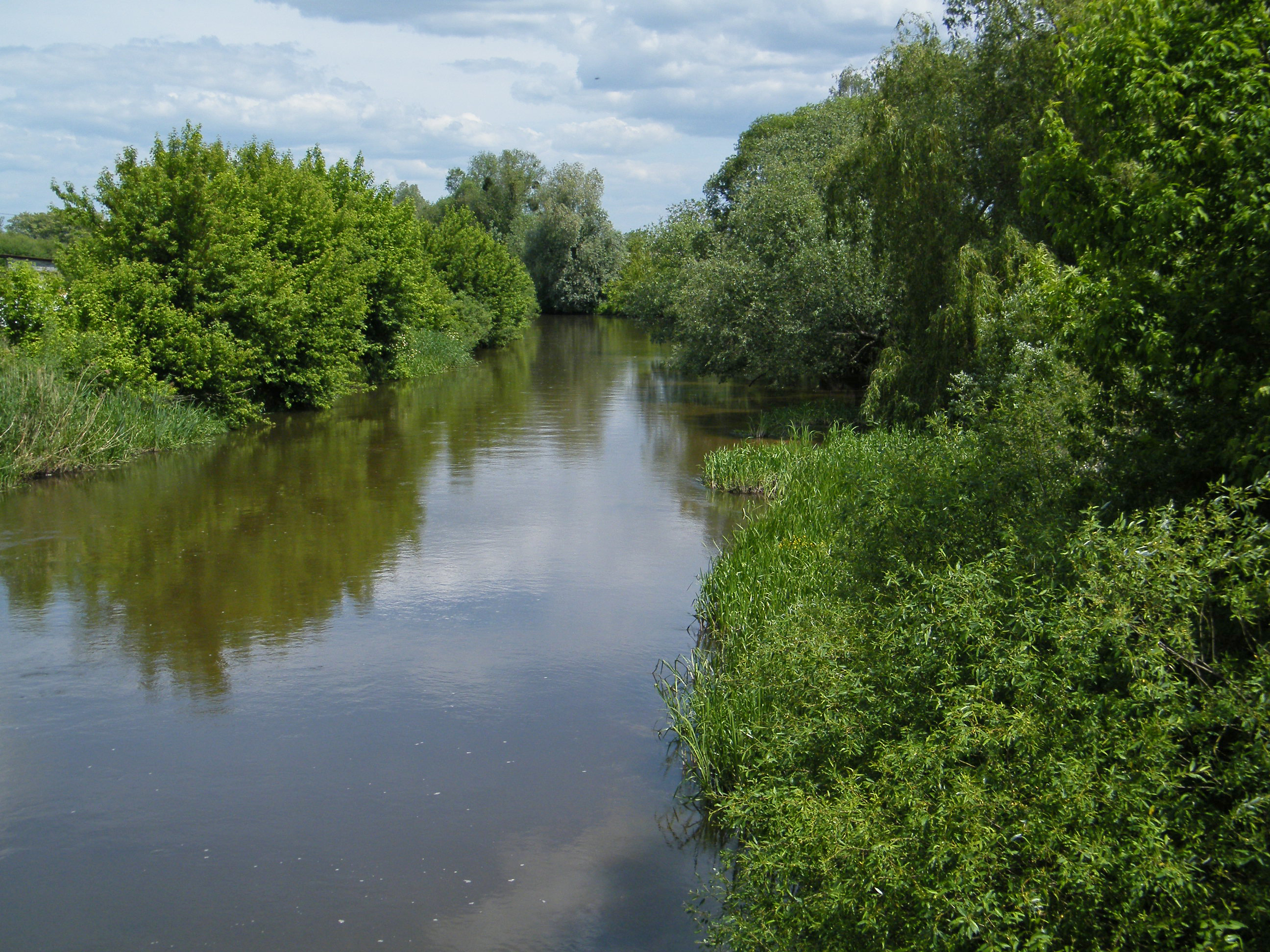
Rzeka Wilia w Ostrogu

Ostróg położony jest na Wyżynie Wołyńskiej. Historycznie przynależy do Wołynia.

## Historia
Stary gród ruski, wzmiankowany już w 1100 roku; od drugiej połowy XII wieku w Księstwie Wołyńskim; w XIV wieku był przedmiotem walk pomiędzy wojskami polskimi a litewskimi; 1386 przyłączony do Wielkiego Księstwa Litewskiego; własność m.in. Ostrogskich, Zasławskich, Wiśniowieckich, Sanguszków, Jabłonowskich, Dubieńskich.

### W I Rzeczypospolitej

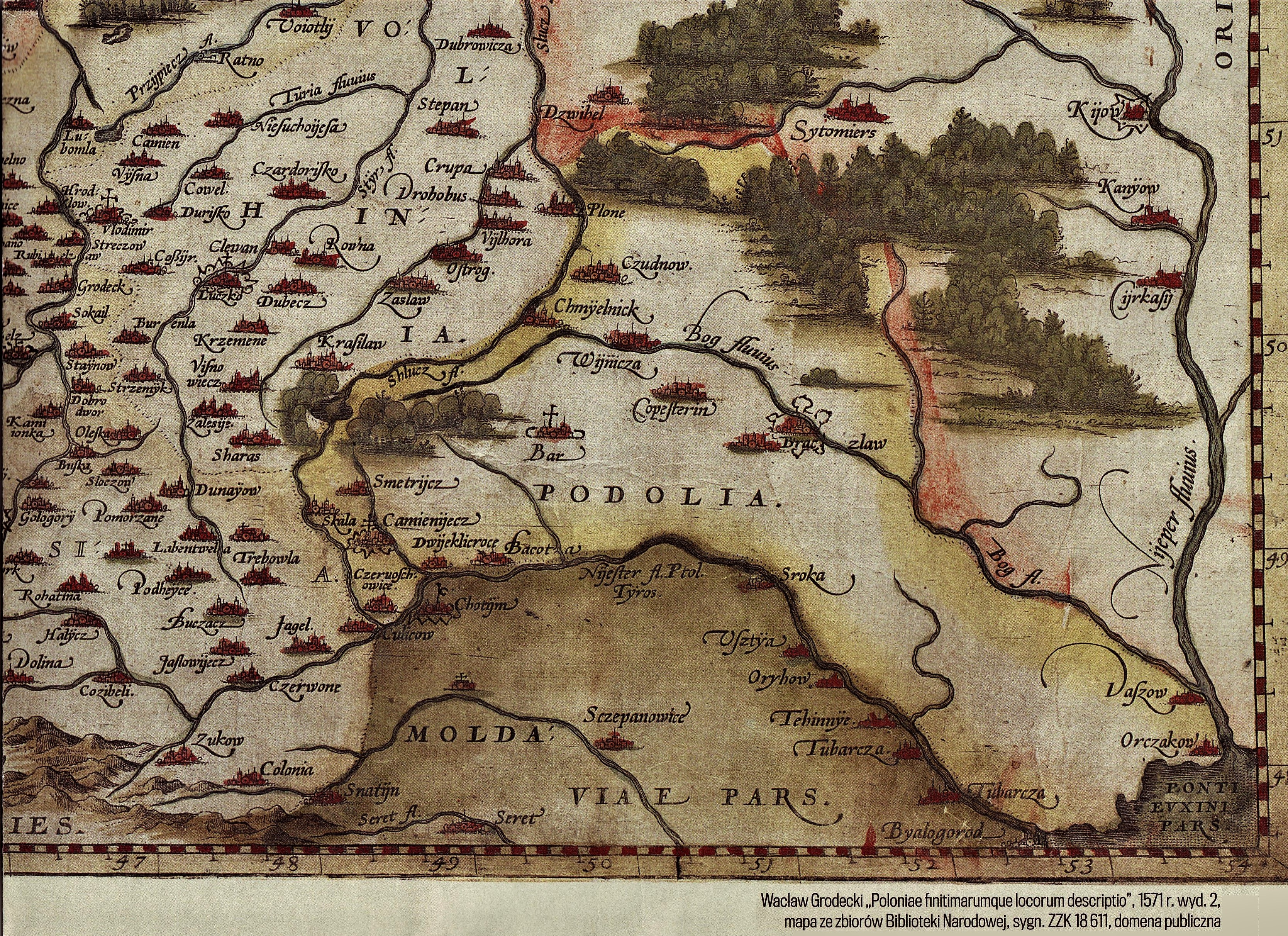
Miasto na mapie Wacława Grodeckiego, Poloniae finitimarumgue locarum descriptio

W latach 1440–1442 książę Fedor Ostrogski ufundował w Ostrogu klasztor dominikanów i łaciński kościół pw. Wniebowzięcia Najświętszej Maryi Panny.
Od XV wieku w mieście znajdowało się skupisko Żydów. Była to jedna z 4 gmin żydowskich Wołynia, posiadających przedstawicieli w Sejmie Żydów Korony. Żydzi w XVI wieku zbudowali w mieście murowaną Wielką Synagogę z renesansową attyką. Wojewoda kijowski Konstanty Wasyl Ostrogski przebudował w stylu renesansowym zamek i bramy miejskie, a w 1579 roku została przez niego założona Akademia Ostrogska, dzięki czemu miasto na przełomie XVI i XVII wieku stało się ważnym ośrodkiem kulturalnym, do czasu zniszczenia Akademii przez Kozaków w latach 40. XVII wieku. W 1577 roku Iwan Fedorowicz założył Drukarnię Ostrogską. Pod jego kierownictwem zostały wydane następujące księgi: nowe wydanie „Bukwara” (1578), Nowy Testament z indeksem i Psałterz (1580), „Chronologia” Andrzeja Rymszy (1581), Biblia ostrogska (1581).
Książę wojewoda Ostrogski wystarał się też o prawa miejskie magdeburskie, które Ostróg otrzymał w 1585 roku. W II połowie XVI w. Ostróg był znaczącym ośrodkiem prawosławnym z dziewięcioma cerkwiami – Objawienia Pańskiego, św. Bazylego, św. Mikołaja (dwie świątynie tego wezwania), Zaśnięcia Matki Bożej, Zmartwychwstania Pańskiego, św. św. Borysa i Gleba, św. Jana, św. Onufrego oraz monasterem Trójcy Świętej. Fundatorem tejże wspólnoty był Konstanty Wasyl Ostrogski.

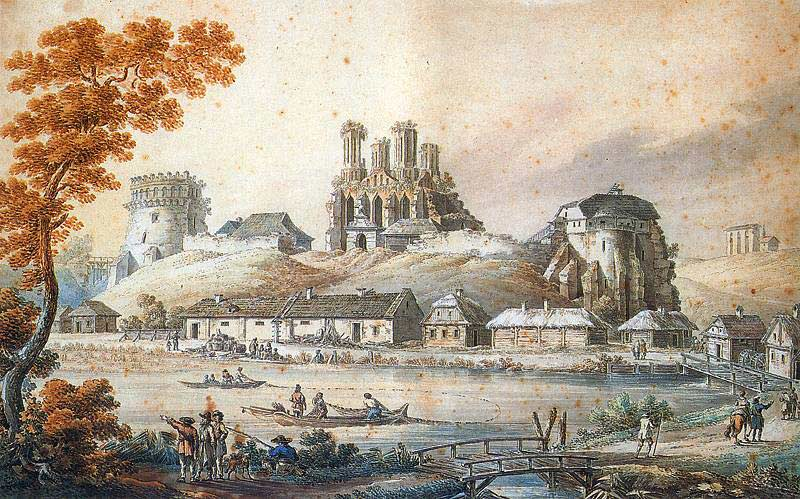
Pozostałości zamku w XVIII w. na obrazie Zygmunta Vogla

W XVII wieku od zachodu miasto otrzymało dodatkowe ziemne umocnienia z wałem, fosą i pięcioma bastionami.
W latach 1609–1753 Ostróg stał się ośrodkiem ordynacji założonej przez wojewodę wołyńskiego Janusza Ostrogskiego, który po przejściu, jako pierwszy z rodu, z prawosławia na katolicyzm sprowadził do miasta bernardynów. W mieście działała też szkoła braci polskich, w której uczył kaznodzieja Andrzej Węgierski, który we wrześniu 1622 r. został na synodzie w Ostrorogu ordynowany na diakona i katechetę kalwińskiego. W tym samym roku Anna Alojza Chodkiewicz wzniosła w Ostrogu kolegium jezuickie. W 1648 roku oraz w 1649 roku podczas powstania Chmielnickiego miasto i kolegium jezuickie zostały spalone przez Kozaków, a ludność katolicka wymordowana. Nastąpił upadek miasta. Ponowny pomyślny etap w historii miasta miał miejsce w XVIII wieku dzięki wysokiemu poziomowi tutejszej szkoły jezuickiej. Miasto wchodziło w skład dóbr wołyńskich księżnej Anny Jabłonowskiej.

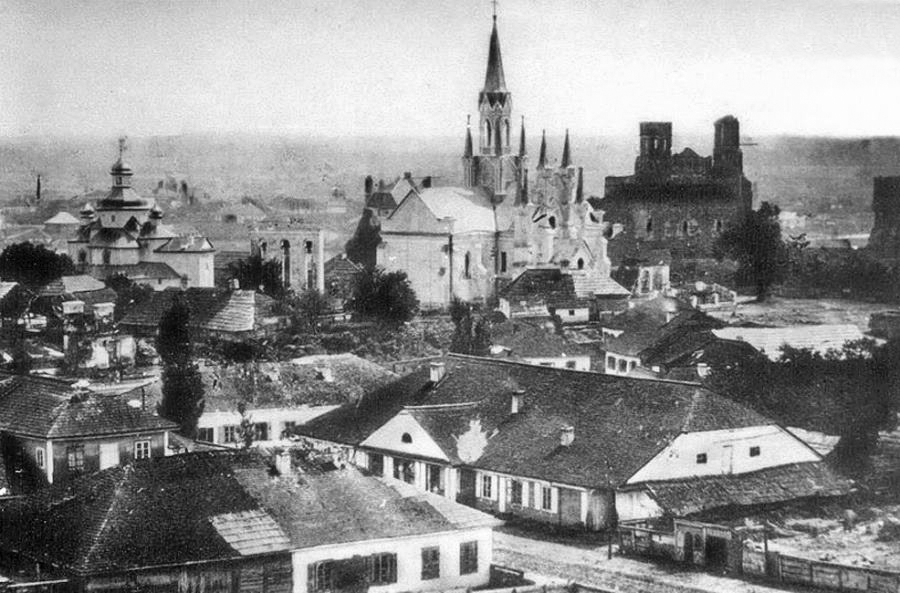
Ostróg w XIX w.

W 1792 roku w czasie wojny z Rosją w mieście stacjonował książę Józef Poniatowski. Tydzień po zwycięskiej bitwie pod Zieleńcami w Ostrogu 25 czerwca 1792 roku po raz pierwszy w historii wręczono Ordery Virtuti Militari.

### Okres zaborów
Od 1793 roku w zaborze rosyjskim, siedziba powiatu ostrogskiego. W XIX wieku rozebrano kościół i klasztor jezuitów oraz kościół i klasztor karmelitów. Pod koniec XIX wieku miasto traciło na znaczeniu z uwagi na oddalenie od linii kolejowych. Liczyło wtedy około 8 tys. mieszkańców.

### W II Rzeczypospolitej

Przedwojenny herb

W latach 1919–1939 ponownie w granicach Polski, w ówczesnym pow. zdołbunowskim, w dawnym województwie wołyńskim. 7 lipca 1920 roku doszło pod miastem do starć pomiędzy wojskami polskimi gen. Wincentego Krajowskiego i bolszewickimi z 1 Armii Konnej Budionnego.
1 kwietnia 1927 roku do miasta włączono wsie Bielmaż, Krasnostaw, Tatarską Ulicę i osadę Kaukaz z gminy wiejskiej Chórów, a także nie należące do żadnej gminy osady Kidry i Karpaty.
Miasto było garnizonem macierzystym batalionu KOP „Ostróg” i 19 pułku Ułanów Wołyńskich. Ze względu na położenie Ostroga w strefie nadgranicznej, część miasta była dostępna tylko za okazaniem specjalnej przepustki.
Od 17 sierpnia 1934 do 17 września 1939 roku burmistrzem miasta był Stanisław Żurakowski.

### Okupacja wojenna i rzeź wołyńska
Podczas II wojny światowej, we wrześniu 1939 zajęty przez ZSRR i włączony do Ukraińskiej SRR. W 1939 roku 10 500 Żydów (czyli około 61% mieszkańców) wywieziono na Syberię. Wywożono także Polaków.
W latach 1941–1944 Ostróg był pod okupacją niemiecką. Niemcy przystąpili do eksterminacji Żydów, których pozostało około 7 tysięcy. Łącznie w Ostrogu przeprowadzono 4 akcje eksterminacyjne, w których rozstrzelano 6,5 tysiąca Żydów miejscowych i z okolicznych wsi. Ostatnia masakra, 15 października 1942 roku, oznaczała likwidację getta powstałego 4 miesiące wcześniej.
Podczas rzezi wołyńskiej w 1943 roku Ostróg stał się schronieniem dla polskich uciekinierów z eksterminowanych przez UPA wsi. Polacy mieli nadzieję na ochronę załogi niemieckiej i węgierskiej.
Po wycofaniu się Niemców i Węgrów z Ostroga oraz po wymarszu oddziału AK Franciszka Pukackiego „Gzymsa” na koncentrację sił 27 Wołyńskiej Dywizji Piechoty na początku stycznia 1944 roku, ludność polska w Ostrogu broniła się przed UPA przez dwa tygodnie w klasztorze i budynku więzienia. Duchowy przywódca Polaków, miejscowy proboszcz o. Remigiusz Kranc, organizował obronę i pomoc dla ludności polskiej. Pomagał mu pluton „Borszczówka” pod dowództwem Tadeusza Koblańskiego, który przybył do Ostroga, posiadał broń i doświadczenie bojowe. Ochronę zapewniał także oddział polskiej policji utworzony przez Niemców. Na cmentarzu rzymskokatolickim grzebano zwłoki zabitych przywiezione przez uchodźców; według obliczeń o. Kranca pochowano około 560 osób w 3 miesiące (na 1280 wiernych w parafii). W latach 1943–1945 ukraińscy nacjonaliści zamordowali w mieście ponad 118 Polaków.

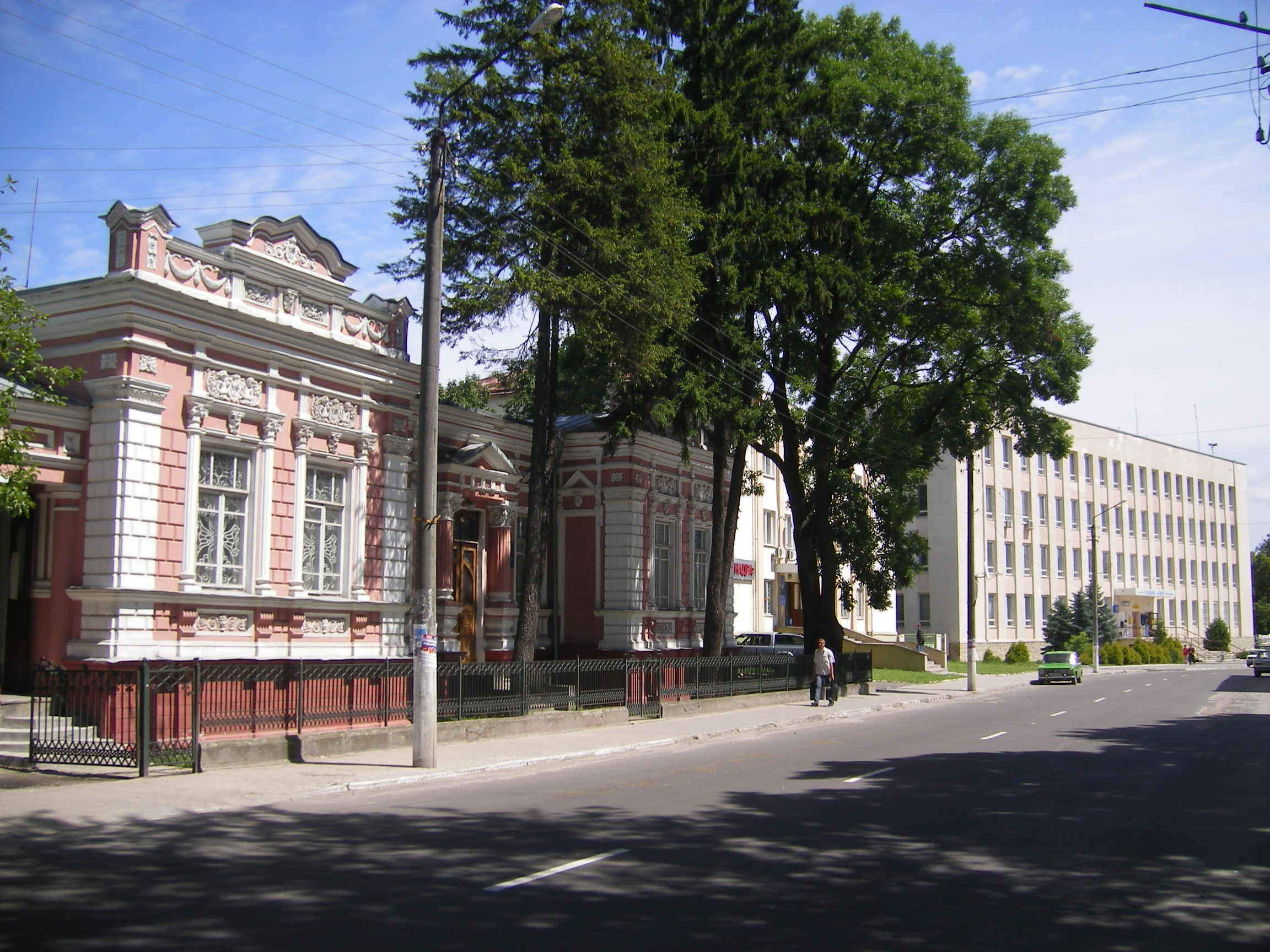
Ulica miasta

Polacy oblężeni w Ostrogu złożyli broń w ręce Armii Czerwonej, która wkroczyła do miasta 5 lutego 1944. O. Remigiusz Kranc ofiarował wtedy okryty chwałą sztandar Armii Polskiej. Uroczyste przekazanie sztandaru w ręce zastępcy dowódcy AP w ZSRR gen. dywizji Karola Świerczewskiego odbyło się 17 IV 1944 roku. O. Remigiusz Kranc w nagrodę za patriotyczną i społeczną postawę został mianowany przez władze radzieckie zastępcą przewodniczącego MRN miasta Ostroga, a następnie zesłany na katorgę do łagrów Kołymy.

### Okres powojenny
W latach 1945–1991 miasto znajdowało się w Ukraińskiej SRR, następnie na Ukrainie.
Od 2005 r. Ostróg jest miastem partnerskim Sandomierza. Od 10 września 2005 r. również Bierunia.

## Zabytki

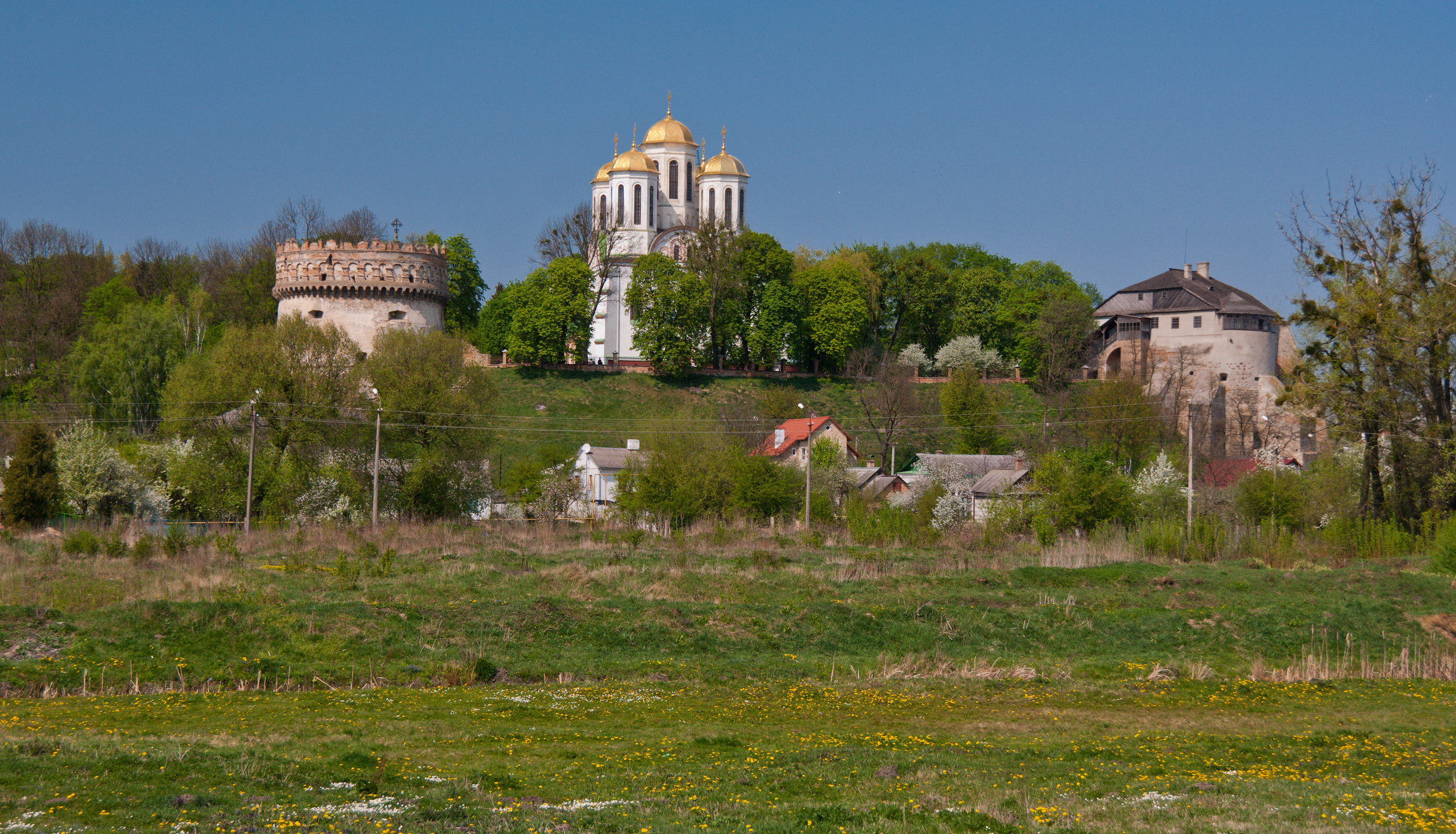
Pozostałości zamku Ostrogskich i cerkiew Objawienia Pańskiego

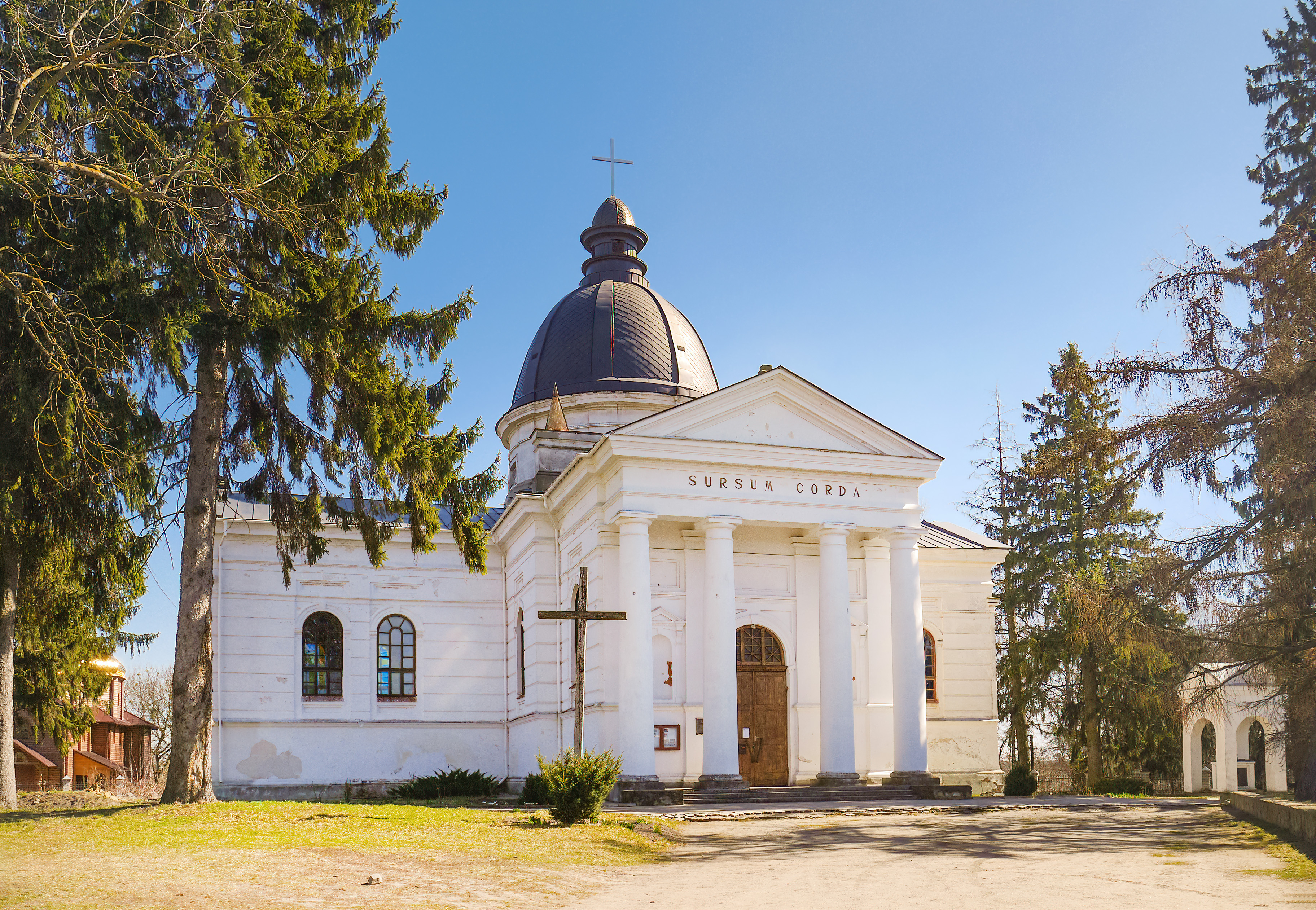
Kościół Wniebowzięcia NMP

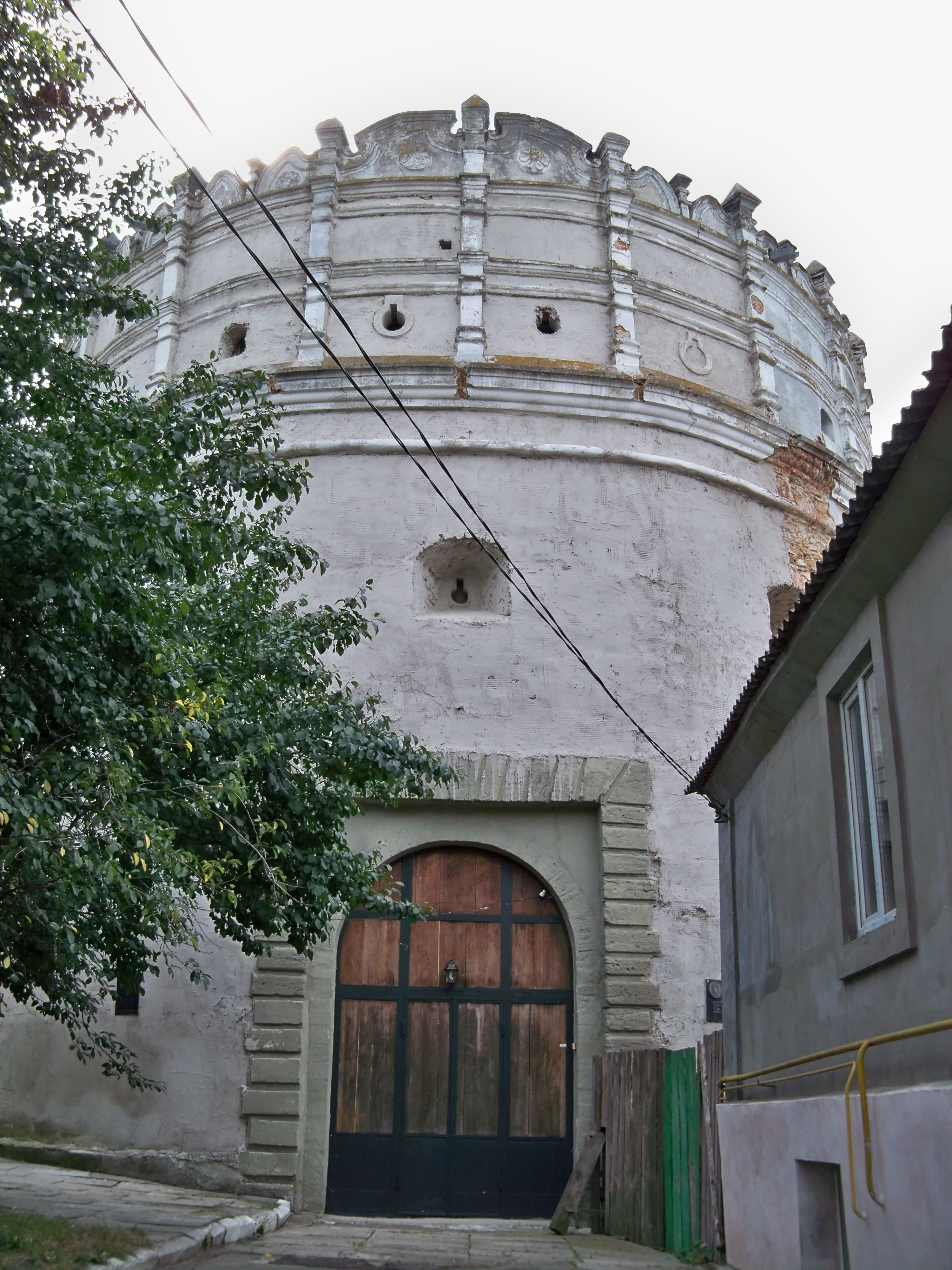
Brama Łucka

- ruiny zamku książąt Ostrogskich z XV w., XVI w., w tym monumentalna baszta z renesansową attyką

- cerkiew zamkowa Objawienia Pańskiego, pierwotnie gotycka z XVI w., po 1891 roku odbudowana w stylu bizantyńsko-rosyjskim; dzwonnica powstała w 1905 roku na miejscu dawnej bramy wjazdowej
- kościół Wniebowzięcia Najświętszej Maryi Panny (początkowo dominikanów) (XV, XVII, XVIII wiek), XIX wiek
- fragment murów miejskich z XVI wieku
- klasztor i kościół kapucynów (XVIII wiek) – obecnie cerkiew pw. św. Teodora na terenie Uniwersytetu Narodowego Akademia Ostrogska
- kaplica Niepokalanego Poczęcia Najświętszej Maryi Panny (odbudowana w latach 90.XX wieku)
- Muzeum krajoznawcze
- Brama Łucka z XVI wieku – obecnie Muzeum Książki i Drukarstwa
- Brama Tatarska z XVI wieku
- Wielka Synagoga z XVII w., renesansowa
- cmentarz żydowski na ul. Papanina
- cmentarz tatarski
- dawny klasztor franciszkanów, obecnie klasztor prawosławny w Międzyrzeczu Ostrogskim, 3 km od Ostroga.

Niezachowane:
- kościół oo. jezuitów z 1624 r., fundacji Anny Chodkiewiczowej, zburzony w 1875 r.
- dwór Jabłonowskich z XVIII w.
- kościół i klasztor oo. karmelitów z 1779 r., rokokowy, zburzony w połowie XIX w.
- koszary KOP Batalionu Ostróg
- cmentarz rzymskokatolicki zniszczony z polecenia ukraińskich komunistów na przełomie lat 60–70. XX w. Na jego miejscu wybudowano stadion. Na cmentarzu pochowani byli m.in. Jan Latosz, polski lekarz i astronom, wykładowca Akademii Krakowskiej, oraz Stanisław Kardaszewicz, polski sędzia i badacz historii miasta Ostroga.

## Przemysł
Przemysł spożywczy (mleczarski, cukrowniczy, rozlewnia wód mineralnych), materiałów budowlanych, fabryka mebli.

## Osoby związane z Ostrogiem

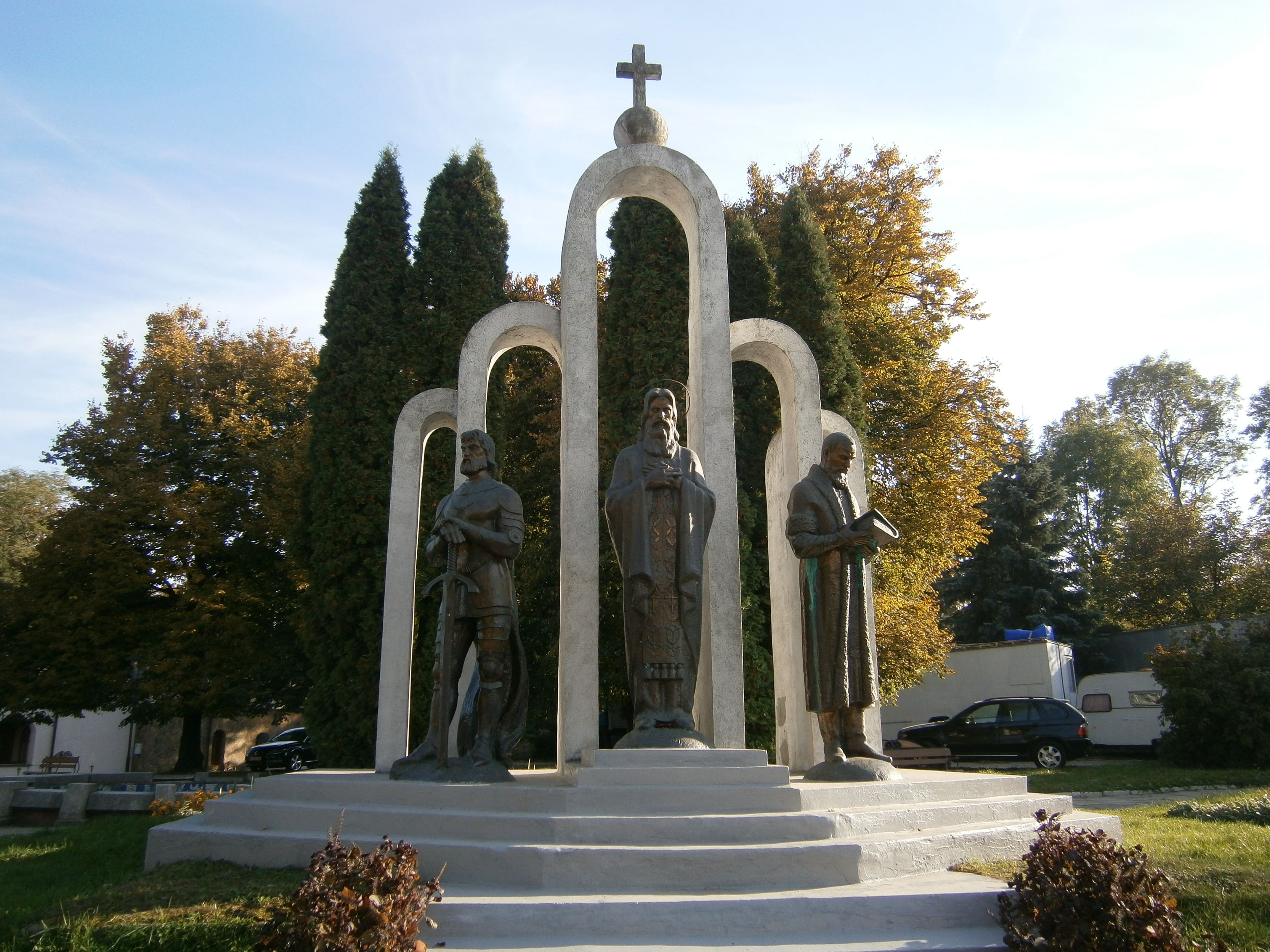
Pomnik książąt Ostrogskich

- Giacomo Briano – włoski architekt[15].
- Alma Kar (1903-1992) – polska tancerka, aktorka filmowa[16].
- Witold Józef Kowalów (ur. 1967) – ksiądz katolicki, publicysta i wydawca, proboszcz parafii rzymskokatolickiej w Ostrogu[17].

### Sprawiedliwi wśród Narodów Świata(ratujący Żydów w Ostrogu)
Na polskiej liście Sprawiedliwych:
- Zofia Rozen[18]
- rodzina Szczawińskich, która udzieliła pomocy Linie Nusinow, Simie Rozliwker oraz Samuelowi Klepaczowi. W 1986 roku Instytut Jad Waszem podjął decyzję o przyznaniu Eugenii, Edwardowi, Adamowi Tadeuszowi Szczawińskim i Antoninie Tomaszewskiej z d. Szczawińskiej tytułu Sprawiedliwych wśród Narodów Świata[19]

Na ukraińskiej liście Sprawiedliwych:
- Fedir i Horpyna Zyhadłowie[20][21][22]

- rodzina Borczakowskich (Mychajło i Jewdokija oraz ich córka Kławdija, po mężu Rudyk)[23][24][25][26]

### Urodzeni w Ostrogu
- Anna Ciepielewska – polska aktorka filmowa i teatralna,
- Bolesław Drobiński – polski dowódca wojskowy, major pilot Wojska Polskiego
- Jerzy Gebert – polski radiowy dziennikarz sportowy
- Barbara (Grosser), imię świeckie: Wiera Grosser zd. Dubińska – polska mniszka prawosławna, przełożona monasteru Świętych Marty i Marii na górze Grabarce,
- Kazimierz Kardaszewicz – polski lekarz, generał brygady Wojska Polskiego,
- Witalij Kosowski – ukraiński piłkarz
- Bogusław Litwiniec – polski reżyser teatralny, działacz kulturalny, polityk, senator IV i V kadencji,
- Mirosława Lombardo – polska aktorka teatralna i filmowa,
- Elżbieta Ostrogska – polska magnatka,
- Konstanty Wasyl Ostrogski – ruski magnat, książę, wojewoda kijowski,
- Wołodymyr Salski – ukraiński wojskowy, generał armii Ukraińskiej Republiki Ludowej
- Filip Felicjan Szumborski – greckokatolicki duchowny, biskup unickiej diecezji chełmskiej w latach 1828–1851,
- Włodzimierz Tiunin – polski artysta malarz i pedagog.

### Zmarli i pochowani
- Samuel Eidels – żydowski uczony, rabin, komentator talmudu,
- Stanisław Kardaszewicz – polski sędzia i badacz historii miasta Ostroga,
- Jan Latosz – polski lekarz i astronom, wykładowca Akademii Krakowskiej,
- Michał Rychlicki – prawosławny duchowny, etatowy katecheta szkół miasta Ostroga w latach 1921–1939.

## Miasta partnerskie
- Sandomierz
- Bieruń
- Gniew